# Epicauta
Epicauta – rodzaj chrząszcza z rodziny oleicowatych. Należą tu średniej wielkości chrząszcze, spotykane w półpustynnych i pustynnych biotopach Azji, Afryki, Europy i Ameryki Północnej. 
Gatunki:
- Epicauta erythrocephala (Pallas, 1781)
- Epicauta flabellicornis (Germar, 1817)
- Epicauta megalocephala (Gebler, 1817)
- Epicauta rufidorsum (Goeze, 1777)